# Doro 1370
A Doro 1370 mobiltelefon egy nagy gombos kialakítású, kifejezetten idősek számára tervezett nyomógombos készülék, amely 2019 májusában jelent meg. Magyarországon szinte azonnal elérhető lett, a szolgáltatók közül a Telekom árulja. 2020 júniusában még kapható.

## Külső felépítés
A készülék nagy gombos kialakítású, ami azt jelenti, hogy a célcsoport igényeihez igazodva a gombok nagyok, és elkülönülnek egymástól. Több színváltozata jelent meg, de itthon csak grafitszürke színben érhető el. A készülék előlapján a kijelző felett a beszédhangszóró, alatta a kétirányú navigáló gomb található. Tőlük jobbra és balra helyezkedik el a két funkciógomb, amelyek funkciója az adott menüpont függvényében változik. A bal oldali funkciógomb alatt van a hívásindító, a jobb oldali alatt pedig a hívás vége gomb, amely ki-, és bekapcsológombként is funkcionál. Lefelé haladva a négy funkció-gyorsgomb van, ezek (balról jobbra haladva) a következők: TOP 10 (kedvenc névjegyek), zseblámpa, fényképező, üzenetek. Legalul a hagyományos 12 gombos numerikus billentyűzet helyezkedik el. A * gomb hosszú megnyomásával lehet bekapcsolni a képernyőzárat, a # hosszú nyomása a néma módot aktiválja. A készülék alsó peremén vannak a töltődokkoló elektródái, valamint a nyakpánt bújtatója. A telefon hátulját a levehető műanyag hátlap borítja, alatta van az akkumulátor, valamint a micro SIM-kártya és a microSD kártya foglalata. A hátlap felső részén van a multimédiás hangszóró, a kalibrálható SOS gomb,a kamera, és a vakuként is funkcionáló LED lámpa. A felső peremen van a micro USB-s töltő csatlakozója, ahova külön megvásárolható USB kábel is csatlakoztatható, így lehetőség van a telefont számítógéppel összekötni. Itt van a 3.5 Jack-csatlakozó is, ahová fülhallgatót lehet csatlakoztatni.

## Funkciók
A készülék a 900, 1800, és 1900 MHz-es GSM frekvenciákon működik. Kiemelt funkciói:
- Zseblámpa
- Gyorshívás
- Bluetooth
- MicroSD támogatás 32 GB-ig
- Hangjegyzet
- Prediktív szövegbevitel
- Dokkolós töltés lehetősége
- Hallókészülék-kompatibilitás
- ICE (információk vészhelyzet esetére)
- SOS gomb

## Multimédia
A készülék egy 3 MPx felbontású kamerával rendelkezik, amellyel 2048 x 1536 képpont felbontású állóképeket lehet rögzíteni. A képminőség beállítható, lehetőség van 2 MPx, 1 MPx, és VGA felbontású képek készítésére is. A fényképezőhöz egy LED segédfény is tartozik, amely képes automatikusan működni, valamint vörösszemhatás-korrigáló funkcióval is bír. További lehetőség a négyszeres digitális zoom, és a fehéregyensúly beállítása. Videofelvétel nincs.  A képeket a galériában lehet nézegetni. A készülék az általános zenei formátumokat - mp3, wav, aac - kezeli, de zenelejátszó alkalmazás nincs, így ezeket csak a fájlkezelőből lehet lejátszani, ezért nem szólnak a háttérben. A memóriakártyára letöltött 3gp és mp4 formátumú videofelvételeknek csak a hangját játssza le. Hangfelvételek rögzítésére az üzentekben van mód amr formátumban, az elkészült felvételek szintén a fájlkezelőkben hallgathatók vissza. Az FM-rádió a fejhallgató csatlakoztatása után elérhető, képes automatikus hangolásra, valamint a 10 programhelyes állomáslistát tartalmaz átnevethető állomásokkal, RDS funkcióval viszont nem rendelkezik. A rádió a háttérben is szól, a kamera és a telefonhívás kivételével minden funkcióval párhuzamosan használható.